# Monte la Montagnola
Il Monte la Montagnola è un rilievo dei Monti Simbruini che si trova nel Lazio, nella Città metropolitana di Roma Capitale, nel comune di Vallepietra.